# Ludwig Dessoir

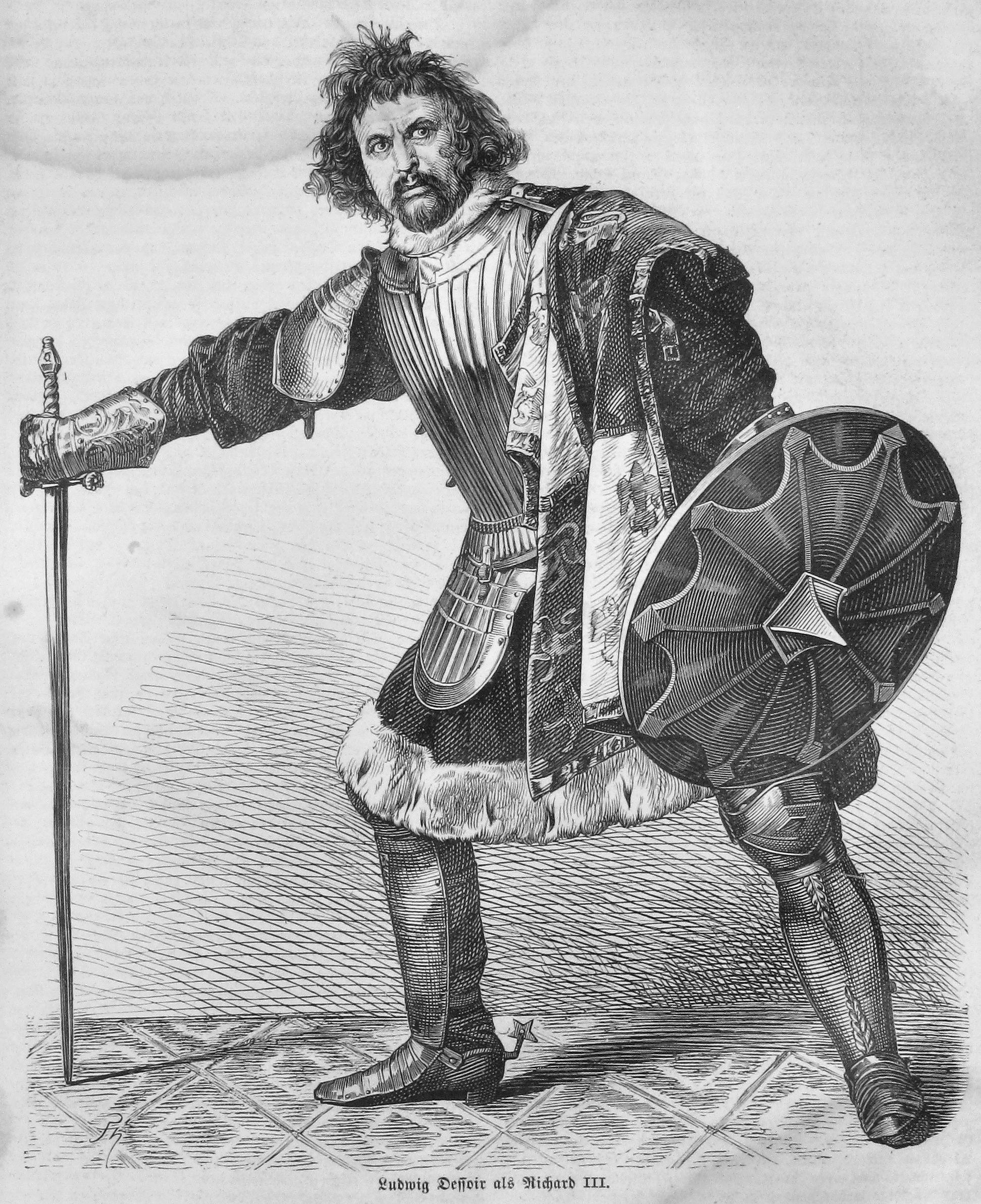
Ludwig Dessoir som Rikard III.

Ludwig Dessoir, egentligen Leopold Dessauer, född 15 december 1810, död 30 december 1874, var en tysk skådespelare av judisk börd. Han var far till Max Dessoir.
Dessoir var 1834-1836 anställd vid stadsteatern i Leipzig, 1836-1837 i Breslau, 1839-1849 vid hovteatern i Karlsruhe och 1849-1872 vid kungliga teatern i Berlin. Bland Dessoirs roller märks Hamlet, Coriolanus, Kung Lear, Othello, Richard III, Shylock i Köpmannen i Venedig, Mefistofeles i Faust och Filip II i Don Carlos. Med djup och lidelse i sina framställningar, humor, fantasi och känslovärme var Dessoir en av sin samtids intressantaste skådespelare med medryckande tolkningar av den klassiska repertoarens såväl hjältar som skurkar.